# Gumprecht I van Nieuwenaar-Alpen
Gumprecht I van Nieuwenaar-Alpen (1465 - 1505) was een Duitse edelman.
Gumprecht was de zoon van Frederik van Nieuwenaar-Alpen en Eva van Linnep.  Nadat zijn vader in 1468 in Wachtendonk gesneuveld was, erfde hij Alpen; na het overlijden van zijn moeder erfde hij Helpenstein en het Slot Linnep; na de dood van zijn grootvader Gumprecht II van Nieuwenaar in 1484 kwam daar het graafschap Limburg bij (in condominium).

## Huwelijk en kinderen
Gumprecht trouwde in 1490 met Amalia van Wertheim en zij hadden twee kinderen :
- Gumprecht II
- Frederik (27 september 1504 - 26 februari 1528)